# Derrick Gervin
Derrick Eugene Gervin  (nacido el 28 de marzo de 1963 (61 años) en Detroit, Míchigan)  es un exjugador de baloncesto estadounidense. Con 2.01 de estatura, jugaba en la posición de alero. Es hermano de George Gervin, miembro del Hall of Fame y nominado en el año 1996 como uno de los 50 mejores jugadores de la historia de la NBA. 

## Carrera
Al igual que su legendario hermano, Derrick era un grandísimo estilete ofensivo, como así demostró en Córdoba en la temporada 1987-1988, por aquel entonces en la segunda división española, en la temporada que jugó en tierras cordobesas anotó la friolera de 46,3 puntos de media por partido, siendo capaz de anotar en tres ocasiones más de 60 puntos. Aun así, con un récord de 13 victorias y 25 derrotas, el equipo descendió de categoría, Derrick, además de ser recordado como una máquina de anotar, se le conocía también por su escasa predisposición para defender, es por eso que se decía que el Córdoba "atacaba con uno y defendía con cuatro".
Después de jugar en España intentaría su sueño, triunfar en la NBA, problemas en la espalda le privaron de tener una carrera duradera en la mejor liga del mundo, después de una temporada en los Nets, jugaría en varios equipos de la CBA, y otras ligas europeas. 
Finalmente en la tempodada 2000-01 se retiraría en los Detroit Wheels, compartiendo vestuario con su sobrino George Gervin Junior y con su hermano The Iceman en el banquillo como entrenador.

## Estadísticas de su carrera en la NBA

### Temporada regular
| Año     | Equipo     | PJ | PT | MPP  | %TC  | %3P  | %TL  | RPP | APP | ROB | TPP | PPP  |
| ------- | ---------- | -- | -- | ---- | ---- | ---- | ---- | --- | --- | --- | --- | ---- |
| 1989-90 | New Jersey | 21 | 0  | 16.1 | .472 | .000 | .730 | 3.1 | .4  | 1.0 | .3  | 12.0 |
| 1989-90 | New Jersey | 56 | 4  | 13.3 | .416 | .250 | .789 | 2.0 | .5  | .3  | .3  | 7.6  |
| Total   | Total      | 77 | 4  | 14.1 | .435 | .226 | .764 | 2.3 | .5  | .3  | .3  | 8.8  |